# Lorius
Lorius es un género de aves psitaciformes de la familia Psittaculidae que incluye a varias especies de loris del sudeste asiático y Oceanía. 

## Especies
El género contiene seis especies:
- Lorius albidinucha - lori nuquiblanco;
- Lorius chlorocercus - lori acollarado;
- Lorius domicella - lori damisela;
- Lorius garrulus - lori gárrulo;
- Lorius hypoinochrous - lori ventrivinoso;
- Lorius lory - lori tricolor.